# إسماعيل كونيه
إسماعيل كونيه (مواليد 6 يونيو 2002) هو لاعب كرة قدم كندي يلعب في مركز خط الوسط في نادي إمباكت مونتريال.

## وصلات خارجية
- إسماعيل كونيه على موقع الدوري الأمريكي (الإنجليزية)
- إسماعيل كونيه على موقع قاعدة بيانات كرة القدم.إي يو (الإنجليزية)
- إسماعيل كونيه على موقع ليكيب (الفرنسية)
- إسماعيل كونيه على موقع ناشيونال فوتبول تيمز (الإنجليزية)
- إسماعيل كونيه على موقع Soccerbase.com (لاعب) (الإنجليزية)
- إسماعيل كونيه على موقع Soccerway.com (الإنجليزية)
- إسماعيل كونيه على موقع عالم كرة القدم.نت (الإنجليزية)